# Puesta de sol a través del puente Ryōgoku desde la orilla del río Sumida en Onmayagashi
Puesta de sol a través del puente Ryōgoku desde la orilla del río Sumida en Onmayagashi (御厩川岸より両国橋夕陽見 Ommayagashi yori ryōgoku-bashi yūhi mi?) es una estampa japonesa de estilo ukiyo-e obra de Katsushika Hokusai. El grabado en madera fue producido entre 1830 y 1831 como parte de la célebre serie Treinta y seis vistas del monte Fuji, a finales del período Edo. La impresión retrata a un hombre empujando una barca de pasajeros en el río Sumida.

## Contexto
El embarcadero Ommaya era el punto de partida para la barca que cruzaba entre los puentes Ryōgoku y Azuma, que transcurrían por el río Sumida en Edo —la actual Tokio—. En esta impresión, el arco largo del Ryōgoku se observa desde un punto cercano a este embarque. En la época de Hokusai, el puente y sus alrededores eran un lugar de reunión, donde la gente se aglomeraba para contemplar los fuegos artificiales durante el festival de verano, costumbre que sigue vigente. En el período Edo, una red de grandes ríos y canales, como el Sumida y otros afluentes constituían un transporte público cómodo: por un precio bajo, los pasajeros montaban en la barcaza para que les acercara a su destino. Estos transbordadores llevaban todo tipo de personas de todas las direcciones. En este caso, algunos viajeros conversan, mientras que otros se sientan en silencio contemplando la montaña.

## Descripción
El puente Ryōgoku marca el horizonte, en tanto que en primer plano se enfoca una barca que transporta comerciantes, monjes y un cazador de pájaros —identificable por su vara alta—, que regresan a casa después de un día de trabajo. El estado de ánimo es «tenue» con la inminente llegada de la noche; los pasajeros asienten con la cara oculta bajo sus sombreros o contemplan el puente a la distancia. Contrasta la nitidez de los elementos más cercanos al espectador con la técnica aizuri-e (donde predomina la línea azul) con el fondo: el puente, los barcos y la orilla lejana son siluetas sin contornos en grises y verdes. El crepúsculo se proyecta sobre el río en un tono pastel: mientras que las olas cercanas destacan en un azul intenso, el agua del fondo palidice.
En cuanto a la composición, la varilla del cazador añade tensión sobre el plano del cielo. Este elemento vertical contrasta con la pirámide que forma el monte Fuji, de un azul índigo profundo. Pese a su tamaño reducido, la montaña tiene una fuerte presencia en esta imagen, como es habitual en la serie de Treinta y seis vistas del monte Fuji. Junto con este símbolo se encuentra la silueta del puente Ryōgoku, un exponente de los conocimientos de ingeniería modernos del período Edo.

### Personajes
El barquero y los pasajeros parecen representar los diferentes tipos de personas de la ciudad de Edo. Un hombre reposa en soledad en la proa del barco, con un kimono corto de algodón verde musgo que cae holgado sobre su cuerpo reclinado. El dobladillo, probablemente metido en su faja, y sus calzas ajustadas color índigo sugieren que ha hecho un viaje largo y cansado. Un samurái se apoya en la borda para observar el monte Fuji mientras levanta su sombrero; de su haori marrón semiformal cuelgan dos espadas. Sentado frente a él, un masajista ciego (amma) porta un haori marrón drapeado y se inclina sobre su bastón. A su lado se encuentra una persona de aspecto más vulgar vestido con un yukata blanco con estampado veraniego que lava su toalla en el río. En el centro del grupo hay un comerciante de pie con un kimono de algodón teñido de añil, que cae recto hasta los tobillos; de su espalda cuelga lo que podría ser mercancía, envuelta en un furoshiki verde. Junto a un empleado se sienta un ciudadano de azul, probablemente un comerciante adinerado, que conversa con otra persona. En el lado opuesto de la barca, un hombre ataviado con un kimono a rayas y un haori verde se ajusta el sombrero de paja mientras sostiene una vara de bambú en vertical. El barquero de pie en la popa mira la montaña mientras rema; para mover mejor sus brazos y piernas recoge sus mangas hasta los hombros, mientras que su kimono con tejido kasuri de algodón está recogido en la cintura, lo que muestra su tradicional taparrabos blanco (fundoshi).